# Диксон, Ричард (яхтсмен)
Ричард Трэверс Диксон (англ. Richard Travers Dixon; 20 ноября 1865, Сидней — 14 ноября 1949) — британский яхтсмен, чемпион летних Олимпийских игр 1908 года.
На Играх 1908 года в Лондоне Диксон соревновался в классе 7 м. Только его команда участвовала, и поэтому она выиграла соревнование.